# 2-Headed Shark Attack
2-Headed Shark Attack, conosciuto anche come Monster Shark Attack, è un film del 2012, diretto da Christopher Ray e con protagonisti Charlie O'Connell, Carmen Electra e Brooke Hogan.

## Trama
Un gruppo di studenti sta partecipando a bordo di un'imbarcazione al progetto "semestre sul mare" (Semester at the Sea), coordinato dal Prof. Franklin Babish e dalla moglie di quest'ultimo, la Dott.ssa Anne Babish. L'imbarcazione finisce però in avaria a seguito di un attacco da parte di un gigantesco squalo a due teste.
Gli studenti sbarcano così in un atollo vicino, ma scopriranno ben presto che l'atollo non costituisce un riparo sicuro, in quanto sta per sprofondare. Abbandonarlo significherebbe però trovarsi in balia dello squalo che circola nelle acque vicine e che ha già cominciato a mietere vittime all'interno del gruppo.

## Distribuzione
- 2-Headed Shark Attack (titolo originale)
- 2-Headed Shark Attack o Monster Attack[2] (Italia)
- L'Attaque du requin à deux têtes (Francia)[7]
- 2-Headed Shark Attack (Germania)[6]

## Sequel
- 3-Headed Shark Attack (2015)
- 5-Headed Shark Attack (2017)
- 6-Headed Shark Attack (2018)